# 앨릭스 커런
앨릭스 커런(Alex Curran, 1982년 9월 23일 ~ )은 잉글랜드의 모델, 패션 칼럼니스트이다. 2007년 축구 선수 스티븐 제라드와 결혼했다.